# Allouville-Bellefosse
Allouville-Bellefosse település Franciaországban, Seine-Maritime megyében. Lakosainak száma 1147 fő (2022. január 1.). Allouville-Bellefosse Écretteville-lès-Baons, Alvimare, Bois-Himont, Saint-Aubin-de-Crétot, Trouville és Valliquerville községekkel határos.

## Népesség
A település népességének változása:
| Lakosok száma | 1172 | 1163 | 1184 | 1157 | 1158 | 1158 | 1155 | 1150 | 1147 |
|               | 2013 | 2015 | 2016 | 2017 | 2018 | 2019 | 2020 | 2021 | 2022 |